# レッドブル・ボーラ・ハンスグローエ
レッドブル・ボーラ・ハンスグローエ（Red Bull–Bora–Hansgrohe）は、ドイツを本拠とする自転車ロードレースのチームである。

## 沿革
2013年、ブエルタ・ア・エスパーニャにてレオポルト・ケーニヒが単独アタックを成功させ、チーム初のUCIワールドツアー及びグランツール優勝を挙げた。
2016年、来シーズンに向けて現世界チャンピオンのペーター・サガンの移籍が決定。ティンコフからは他4選手の移籍も決定している。
2017年、セカンドスポンサーにドイツの水栓金具メーカーであるハンスグローエが付き、チーム名は『ボーラ・ハンスグローエ』となり、 プロフェッショナルコンチネンタルチームからUCIワールドチームへと昇格した。
2024年のツール・ド・フランスよりエナジードリンクメーカーのレッドブルがスポンサーに加わり、チーム名は『レッドブル・ボーラ・ハンスグローエ』となった。

## チーム成績

### 2012年
- チェコ選手権　優勝　ヤン・バールタ（個人タイムトライアル）

### 2013年
- チェコ選手権　優勝　ヤン・バールタ（ロードレース・個人タイムトライアル）
- ブエルタ・ア・エスパーニャ　区間優勝　レオポルト・ケーニヒ（第8ステージ）

### 2014年
- チェコ選手権　優勝　ヤン・バールタ（個人タイムトライアル）

### 2015年
- チェコ選手権　優勝　ヤン・バールタ（個人タイムトライアル）
- ドイツ選手権　優勝　エマヌエル・ブッフマン（ロードレース）

### 2016年
- ポルトガル選手権　優勝　ジョセ・メンデス（ロードレース）

### 2017年
- アブダビ・ツアー　スプリント賞　パトリック・コンラート
- パリ〜ニース　区間優勝　サム・ベネット（第3ステージ）
- ティレーノ〜アドリアティコ　 ポイント賞　ペーター・サガン（第3,第5ステージ）
- ジロ・デ・イタリア　区間優勝　ルーカス・ペストルベルガー（第1ステージ）
- ツアー・オブ・カリフォルニア　区間優勝　ラファウ・マイカ（第2ステージ）
- クリテリウム・デュ・ドーフィネ　ヤングライダー賞 エマヌエル・ブッフマン
- ツール・ド・スイス　 ポイント賞　ペーター・サガン（第5,8ステージ優勝）
- ラトビア選手権　優勝　アレクセイス・サラモティンス（個人タイムトライアル）
- チェコ選手権　優勝　ヤン・バールタ（個人タイムトライアル）
- オーストリア選手権　優勝　グレゴール・ミュールベルガー（ロードレース）
- スロバキア選手権　優勝　ユライ・サガン（ロードレース）
- ドイツ選手権　優勝　マルクス・ブルクハルト（ロードレース）
- ツール・ド・フランス　区間優勝　ペーター・サガン（第3ステージ）、マツィエイ・ボドナル（第20ステージ）
- ツール・ド・ポローニュ　 ポイント賞　ペーター・サガン（第1ステージ優勝）
- ビンクバンク・ツアー　区間優勝　ペーター・サガン（第1,3ステージ）
- ブエルタ・ア・エスパーニャ　区間優勝　ラファウ・マイカ（第14ステージ）
- 世界選手権　優勝　ペーター・サガン（ロードレース）

### 2018年
- ツアー・ダウンアンダー　ポイント賞　ペーター・サガン（ピープルズ・チョイス・クラシック、第4ステージ優勝）
- カデル・エヴァンス・グレートオーシャン・ロードレース　優勝　ジェイ・マッカーシー
- ヘント〜ウェヴェルヘム　優勝　ペーター・サガン
- イツリア・バスク・カントリー　区間優勝　ジェイ・マッカーシー（第3ステージ）
- パリ〜ルーベ　優勝　ペーター・サガン
- ツール・ド・ロマンディ　区間優勝　パスカル・アッカーマン（第5ステージ）
- ジロ・デ・イタリア　区間優勝　サム・ベネット（第7,12,21ステージ)
- クリテリウム・デュ・ドーフィネ　区間優勝　パスカル・アッカーマン（第2ステージ）
- ツール・ド・スイス　 ポイント賞　ペーター・サガン（第2ステージ優勝）
- ポーランド選手権　優勝　マツィエイ・ボドナル（個人タイムトライアル）
- スロバキア選手権　優勝　ペーター・サガン（ロードレース）
- ドイツ選手権　優勝　パスカル・アッカーマン（ロードレース）
- オーストリア選手権　優勝　ルーカス・ペストルベルガー（ロードレース）
- ツール・ド・フランス　 ポイント賞　ペーター・サガン（第2,5,13ステージ優勝）
- ライドロンドン・サリークラシック　優勝　パスカル・アッカーマン
- ツール・ド・ポローニュ
  -  山岳賞　パトリック・コンラッド
  - 区間優勝　パスカル・アッカーマン（第1,2ステージ）
- ビンクバンク・ツアー　区間優勝　グレゴール・ミュールベルガー（第6ステージ）
- ツアー・オブ・ターキー　 ポイント賞　サム・ベネット（第2,6ステージ優勝）
- ツアー・オブ・広西　区間優勝　パスカル・アッカーマン（第2ステージ）

### 2019年
- ツアー・ダウンアンダー　区間優勝　ペーター・サガン（第3ステージ）
- UAEツアー　区間優勝　サム・ベネット（第7ステージ）
- パリ〜ニース　区間優勝　サム・ベネット（第3,6ステージ）
- ボルタ・ア・カタルーニャ 区間優勝　マクシミリアン・シャッハマン（第5ステージ）、ダヴィデ・フォルモロ（第7ステージ）
- イツリア・バスク・カントリー
  -  ポイント賞　マクシミリアン・シャッハマン（第1,3,4ステージ優勝）
  - 区間優勝　エマヌエル・ブッフマン（第5ステージ）
- ツアー・オブ・ターキー
  - 優勝 フェリックス・グロースシャルトナー
  - 区間優勝　サム・ベネット(第1,2ステージ優勝)、フェリックス・グロースシャルトナー(第5ステージ優勝)
- エシュボルン＝フランクフルト　優勝 パスカル・アッカーマン
- ツアー・オブ・カリフォルニア　区間優勝　ペーター・サガン（第1ステージ）
- ジロ・デ・イタリア
  -  ポイント賞 パスカル・アッカーマン (第2、5ステージ優勝)
  - 区間優勝　チェーザレ・ベネデッティ（第12ステージ）
- クリテリウム・デュ・ドフィネ　区間優勝　サム・ベネット（第3ステージ）
- ツール・ド・スイス　区間優勝　ペーター・サガン（第3ステージ）
- ツール・ド・フランス　 ポイント賞　ペーター・サガン（第5ステージ優勝）
- ツール・ド・ポローニュ　区間優勝　パスカル・アッカーマン (第1、3ステージ)
- ビンクバンク・ツアー　 ポイント賞　サム・ベネット（第1,2,3ステージ優勝）
- ブエルタ・ア・エスパーニャ　区間優勝　サム・ベネット（第3,14ステージ）
- ツアー・オブ・広西　 ポイント賞　パスカル・アッカーマン (第3、6ステージ優勝)

### 2020年
- UAEツアー　区間優勝 パスカル・アッカーマン（第1ステージ）
- パリ〜ニース　 総合優勝 マクシミリアン・シャッハマン（第1ステージ優勝）
- クリテリウム・デュ・ドフィネ　区間優勝 レナード・ケムナ（第4ステージ）
- ティレーノ〜アドリアティコ　区間優勝 パスカル・アッカーマン（第1,2ステージ）
- ツール・ド・フランス　区間優勝 レナード・ケムナ（第16ステージ）
- ジロ・デ・イタリア　区間優勝 ペーター・サガン（第10ステージ）
- ブエルタ・ア・エスパーニャ　区間優勝 パスカル・アッカーマン（第9,18ステージ）

### 2021年
- パリ〜ニース　 総合優勝 マクシミリアン・シャッハマン
- ボルタ・ア・カタルーニャ 区間優勝 レナード・ケムナ（第5ステージ）、ペーター・サガン（第6ステージ）
- ツール・ド・ロマンディ 区間優勝 ペーター・サガン（第1ステージ）
- ジロ・デ・イタリア  ポイント賞 ペーター・サガン (第10ステージ優勝)
- クリテリウム・デュ・ドフィネ　区間優勝 ルーカス・ペストルベルガー（第2ステージ）
- ポーランド選手権 優勝 マツィエイ・ボドナル（個人タイムトライアル）
- スロバキア選手権 優勝 ペーター・サガン（ロードレース）
- ドイツ選手権 優勝 マクシミリアン・シャッハマン（ロードレース）
- オーストリア選手権 優勝 パトリック・コンラッド（ロードレース）
- ツール・ド・フランス　区間優勝 ニルス・ポリッツ（第12ステージ）、パトリック・コンラッド（第16ステージ）

## 2022年陣容
2022年6月22日更新
| 選手名                             | 国籍             | 生年月日               | 前年所属チーム                                 |
| ---------------------------------- | ---------------- | ---------------------- | ---------------------------------------------- |
| ジョヴァンニ・アレオッティ         | イタリア         | 1999年5月25日（25歳）  |                                                |
| シェーン・アーチボルド             | ニュージーランド | 1989年2月2日（36歳）   | ドゥクーニンク・クイックステップ               |
| サム・ベネット                     | アイルランド     | 1990年10月16日（34歳） | ドゥクーニンク・クイックステップ               |
| エマヌエル・ブッフマン             | ドイツ           | 1992年12月18日（32歳） |                                                |
| マッテーオ・ファッブロ             | イタリア         | 1995年4月10日（29歳）  |                                                |
| パトリック・ガンパー               | オーストリア     | 1997年2月18日（28歳）  |                                                |
| フェリックス・グロースシャルトナー | オーストリア     | 1993年12月24日（31歳） |                                                |
| マルコ・ハラー                     | オーストリア     | 1991年4月1日（33歳）   | バーレーン・ヴィクトリアス                     |
| セルヒオ・イギータ                 | コロンビア       | 1997年8月1日（27歳）   | EFエデュケーション・NIPPO                      |
| ジャイ・ヒンドレー                 | オーストリア     | 1996年5月5日（28歳）   | チームDSM                                      |
| レナート・ケムナ                   | ドイツ           | 1996年9月9日（28歳）   |                                                |
| ウィルコ・ケルデルマン             | オランダ         | 1991年3月25日（33歳）  |                                                |
| ヨーナス・コッホ                   | ドイツ           | 1993年6月25日（31歳）  | アンテルマルシェ・ワンティ・ゴベール・マテリオ |
| パトリック・コンラッド             | オーストリア     | 1991年10月13日（33歳） |                                                |
| マルティン・ラース                 | エストニア       | 1993年9月15日（31歳）  |                                                |
| ルイスジョー・リュアース           | ドイツ           | 2003年1月20日（22歳）  | Team Auto Eder                                 |
| ヨルディ・メーウス                 | ベルギー         | 1998年7月1日（26歳）   |                                                |
| ライアン・ミューレン               | アイルランド     | 1994年8月7日（30歳）   | トレック・セガフレード                         |
| アントン・パルツァー               | ドイツ           | 1993年3月11日（32歳）  |                                                |
| ニルス・ポリッツ                   | ドイツ           | 1994年3月6日（31歳）   |                                                |
| ルーカス・ペストルベルガー         | オーストリア     | 1992年1月10日（33歳）  |                                                |
| マクシミリアン・シャッハマン       | ドイツ           | 1994年1月9日（31歳）   |                                                |
| イーデ・スヘリン                   | オランダ         | 1998年2月6日（27歳）   |                                                |
| キアン・アイデブルックス           | ベルギー         | 2003年2月28日（22歳）  | Team Auto Eder                                 |
| ダニー・ファン・ポッペル           | オランダ         | 1993年7月26日（31歳）  | アンテルマルシェ・ワンティ・ゴベール・マテリオ |
| アレクサンドル・ウラソフ           | ロシア           | 1996年4月23日（28歳）  | アスタナ・プレミアテック                       |
| マシュー・ウォールズ               | ドイツ           | 1998年4月20日（26歳）  |                                                |
| フレデリック・ワンダル             | デンマーク       | 2001年5月9日（23歳）   |                                                |
| ベン・ツヴィーホフ                 | ドイツ           | 1994年2月22日（31歳）  |                                                |

## 歴代陣容
| 2021年陣容                         | 2021年陣容   | 2021年陣容             | 2021年陣容                           |
| 選手名                             | 国籍         | 生年月日               | 前年所属チーム                       |
| ---------------------------------- | ------------ | ---------------------- | ------------------------------------ |
| パスカル・アッカーマン             | ドイツ       | 1994年1月17日（31歳）  |                                      |
| ジョヴァンニ・アレオッティ         | イタリア     | 1999年5月25日（25歳）  | Cycling Team Friuli ASD              |
| エリック・バシュカ                 | スロバキア   | 1994年1月12日（31歳）  |                                      |
| チェーザレ・ベネデッティ           | イタリア     | 1987年8月3日（37歳）   |                                      |
| マツィエイ・ボドナル               | ポーランド   | 1985年3月7日（40歳）   |                                      |
| エマヌエル・ブッフマン             | ドイツ       | 1992年12月18日（32歳） |                                      |
| マルクス・ブルクハルト             | ドイツ       | 1983年6月30日（41歳）  |                                      |
| マッテーオ・ファッブロ             | イタリア     | 1995年4月10日（29歳）  |                                      |
| パトリック・ガンパー               | オーストリア | 1997年2月18日（28歳）  |                                      |
| フェリックス・グロースシャルトナー | オーストリア | 1993年12月24日（31歳） |                                      |
| レナート・ケムナ                   | ドイツ       | 1996年9月9日（28歳）   |                                      |
| ウィルコ・ケルデルマン             | オランダ     | 1991年3月25日（33歳）  | チーム・サンウェブ                   |
| パトリック・コンラッド             | オーストリア | 1991年10月13日（33歳） |                                      |
| マルティン・ラース                 | エストニア   | 1993年9月15日（31歳）  |                                      |
| ヨルディ・メーウス                 | ベルギー     | 1998年7月1日（26歳）   | SEG Racing Academy                   |
| ダニエル・オス                     | イタリア     | 1987年1月13日（38歳）  |                                      |
| アントン・パルツァー               | ドイツ       | 1993年3月11日（32歳）  |                                      |
| ニルス・ポリッツ                   | ドイツ       | 1994年3月6日（31歳）   | イスラエル・スタートアップネイション |
| ルーカス・ペストルベルガー         | オーストリア | 1992年1月10日（33歳）  |                                      |
| ユライ・サガン                     | スロバキア   | 1988年12月23日（36歳） |                                      |
| ペテル・サガン                     | スロバキア   | 1990年1月26日（35歳）  |                                      |
| マクシミリアン・シャッハマン       | ドイツ       | 1994年1月9日（31歳）   |                                      |
| イーデ・スヘリン                   | オランダ     | 1998年2月6日（27歳）   |                                      |
| アンドレアス・シリンガー           | ドイツ       | 1983年7月13日（41歳）  |                                      |
| ミヒャエル・シュヴァルツマン       | ドイツ       | 1991年1月7日（34歳）   |                                      |
| リュディガー・ゼーリッヒ           | ドイツ       | 1989年2月19日（36歳）  |                                      |
| マシュー・ウォールズ               | ドイツ       | 1998年4月20日（26歳）  | Trinity Racing                       |
| フレデリック・ワンダル             | デンマーク   | 2001年5月9日（23歳）   | ColoQuick Cycling                    |
| ベン・ツヴィーホフ                 | ドイツ       | 1994年2月22日（31歳）  | Team Bornträger-Assos                |

| 2020年陣容                         | 2020年陣容     | 2020年陣容             | 2020年陣容                  |
| 選手名                             | 国籍           | 生年月日               | 前年所属チーム              |
| ---------------------------------- | -------------- | ---------------------- | --------------------------- |
| パスカル・アッカーマン             | ドイツ         | 1994年1月17日（31歳）  |                             |
| エリック・バシュカ                 | スロバキア     | 1994年1月12日（31歳）  |                             |
| チェーザレ・ベネデッティ           | イタリア       | 1987年8月3日（37歳）   |                             |
| マツィエイ・ボドナル               | ポーランド     | 1985年3月7日（40歳）   |                             |
| エマヌエル・ブッフマン             | ドイツ         | 1992年12月18日（32歳） |                             |
| マルクス・ブルクハルト             | ドイツ         | 1983年6月30日（41歳）  |                             |
| ジャン＝ピエール・ドラッカー       | ルクセンブルク | 1986年9月3日（38歳）   |                             |
| マッテーオ・ファッブロ             | イタリア       | 1995年4月10日（29歳）  | カチューシャ・アルペシン    |
| パトリック・ガンパー               | オーストリア   | 1997年2月18日（28歳）  | チロルKTMサイクリングチーム |
| オスカル・ガット                   | イタリア       | 1985年1月1日（40歳）   |                             |
| フェリックス・グロースシャルトナー | オーストリア   | 1993年12月24日（31歳） |                             |
| レナート・ケムナ                   | ドイツ         | 1996年9月9日（28歳）   | チーム・サンウェブ          |
| パトリック・コンラート             | オーストリア   | 1991年10月13日（33歳） |                             |
| マルティン・ラース                 | エストニア     | 1993年9月15日（31歳）  | チーム・イルミネート        |
| ラファウ・マイカ                   | ポーランド     | 1989年9月12日（35歳）  |                             |
| ジェイ・マッカーシー               | オーストラリア | 1992年9月8日（32歳）   |                             |
| グレゴール・ミュールベルガー       | オーストリア   | 1994年4月4日（30歳）   |                             |
| ダニエル・オス                     | イタリア       | 1987年1月13日（38歳）  |                             |
| パウェル・ポリャンスキー           | ポーランド     | 1990年5月6日（34歳）   |                             |
| ルーカス・ペストルベルガー         | オーストリア   | 1992年1月10日（33歳）  |                             |
| ユライ・サガン                     | スロバキア     | 1988年12月23日（36歳） |                             |
| ペテル・サガン                     | スロバキア     | 1990年1月26日（35歳）  |                             |
| マクシミリアン・シャッハマン       | ドイツ         | 1994年1月9日（31歳）   |                             |
| イーデ・スヘリン                   | オランダ       | 1998年2月6日（27歳）   | SEGレーシングアカデミー     |
| アンドレアス・シリンガー           | ドイツ         | 1983年7月13日（41歳）  |                             |
| ミヒャエル・シュヴァルツマン       | ドイツ         | 1991年1月7日（34歳）   |                             |
| リュディガー・ゼーリッヒ           | ドイツ         | 1989年2月19日（36歳）  |                             |

| 2019年陣容                         | 2019年陣容       | 2019年陣容             | 2019年陣容                   |
| 選手名                             | 国籍             | 生年月日               | 前年所属チーム               |
| ---------------------------------- | ---------------- | ---------------------- | ---------------------------- |
| パスカル・アッカーマン             | ドイツ           | 1994年1月17日（31歳）  |                              |
| シェーン・アーチボルド             | ニュージーランド | 1989年2月2日（36歳）   |                              |
| エリック・バシュカ                 | スロバキア       | 1994年1月12日（31歳）  |                              |
| チェーザレ・ベネデッティ           | イタリア         | 1987年8月3日（37歳）   |                              |
| サム・ベネット                     | アイルランド     | 1990年10月16日（34歳） |                              |
| マツィエイ・ボドナル               | ポーランド       | 1985年3月7日（40歳）   |                              |
| エマヌエル・ブッフマン             | ドイツ           | 1992年12月18日（32歳） |                              |
| マルクス・ブルクハルト             | ドイツ           | 1983年6月30日（41歳）  |                              |
| ジャン＝ピエール・ドラッカー       | ルクセンブルク   | 1986年9月3日（38歳）   | BMC・レーシング              |
| ダヴィデ・フォルモロ               | イタリア         | 1992年10月25日（32歳） |                              |
| オスカル・ガット                   | イタリア         | 1985年1月1日（40歳）   | アスタナ・プロチーム         |
| フェリックス・グロースシャルトナー | オーストリア     | 1993年12月24日（31歳） |                              |
| ピーター・ケノー                   | イギリス         | 1989年6月15日（35歳）  |                              |
| パトリック・コンラート             | オーストリア     | 1991年10月13日（33歳） |                              |
| レオポルト・ケーニヒ               | チェコ           | 1987年11月15日（37歳） |                              |
| ラファウ・マイカ                   | ポーランド       | 1989年9月12日（35歳）  |                              |
| ジェイ・マッカーシー               | オーストラリア   | 1992年9月8日（32歳）   |                              |
| グレゴール・ミュールベルガー       | オーストリア     | 1994年4月4日（30歳）   |                              |
| ダニエル・オス                     | イタリア         | 1987年1月13日（38歳）  |                              |
| クリストフ・プフィングステン       | ドイツ           | 1987年11月20日（37歳） |                              |
| パウェル・ポリャンスキー           | ポーランド       | 1990年5月6日（34歳）   |                              |
| ルーカス・ペストルベルガー         | オーストリア     | 1992年1月10日（33歳）  |                              |
| ユライ・サガン                     | スロバキア       | 1988年12月23日（36歳） |                              |
| ペテル・サガン                     | スロバキア       | 1990年1月26日（35歳）  |                              |
| マクシミリアン・シャッハマン       | ドイツ           | 1994年1月9日（31歳）   | クイックステップ・フロアーズ |
| アンドレアス・シリンガー           | ドイツ           | 1983年7月13日（41歳）  |                              |
| ミヒャエル・シュヴァルツマン       | ドイツ           | 1991年1月7日（34歳）   |                              |
| リュディガー・ゼーリッヒ           | ドイツ           | 1989年2月19日（36歳）  |                              |

| 2018年陣容                         | 2018年陣容     | 2018年陣容             | 2018年陣容                      |
| 選手名                             | 国籍           | 生年月日               | 前年所属チーム                  |
| ---------------------------------- | -------------- | ---------------------- | ------------------------------- |
| パスカル・アッカーマン             | ドイツ         | 1994年1月17日（31歳）  |                                 |
| エリック・バシュカ                 | スロバキア     | 1994年1月12日（31歳）  |                                 |
| チェザーレ・ベネデッティ           | イタリア       | 1987年8月3日（37歳）   |                                 |
| サム・ベネット                     | アイルランド   | 1990年10月16日（34歳） |                                 |
| マツィエイ・ボドナル               | ポーランド     | 1985年3月7日（40歳）   |                                 |
| エマヌエル・ブッフマン             | ドイツ         | 1992年12月18日（32歳） |                                 |
| マルクス・ブルクハルト             | ドイツ         | 1983年6月30日（41歳）  |                                 |
| ダヴィデ・フォルモロ               | イタリア       | 1992年10月25日（32歳） | キャノンデール・ドラパック      |
| フェリックス・グロースシャルトナー | オーストリア   | 1993年12月24日（31歳） | CCCスプランディ・ポルコヴィツェ |
| ピーター・ケノー                   | イギリス       | 1989年6月15日（35歳）  | チーム・スカイ                  |
| ミカエル・コラー                   | スロバキア     | 1992年12月21日（32歳） |                                 |
| パトリック・コンラート             | オーストリア   | 1991年10月13日（33歳） |                                 |
| レオポルト・ケーニヒ               | チェコ         | 1987年11月15日（37歳） |                                 |
| ラファウ・マイカ                   | ポーランド     | 1989年9月12日（35歳）  |                                 |
| ジェイ・マッカーシー               | オーストラリア | 1992年9月8日（32歳）   |                                 |
| グレゴール・ミュールベルガー       | オーストリア   | 1994年4月4日（30歳）   |                                 |
| ダニエル・オス                     | イタリア       | 1987年1月13日（38歳）  | BMC・レーシングチーム           |
| マッテーオ・ペルッキ               | イタリア       | 1989年1月21日（36歳）  |                                 |
| クリストフ・プフィングステン       | ドイツ         | 1987年11月20日（37歳） |                                 |
| パウェル・ポリャンスキー           | ポーランド     | 1990年5月6日（34歳）   |                                 |
| ルーカス・ペストルベルガー         | オーストリア   | 1992年1月10日（33歳）  |                                 |
| ユライ・サガン                     | スロバキア     | 1988年12月23日（36歳） |                                 |
| ペテル・サガン                     | スロバキア     | 1990年1月26日（35歳）  |                                 |
| アレクセイ・サラモティンス         | ラトビア       | 1982年4月8日（42歳）   |                                 |
| アンドレアス・シリンガー           | ドイツ         | 1983年7月13日（41歳）  |                                 |
| ミヒャエル・シュヴァルツマン       | ドイツ         | 1991年1月7日（34歳）   |                                 |
| リュディガー・ゼーリッヒ           | ドイツ         | 1989年2月19日（36歳）  |                                 |

| 2017年陣容                   | 2017年陣容       | 2017年陣容             | 2017年陣容              | 2017年陣容                           |
| 選手名                       | 国籍             | 生年月日               | 前年所属チーム          | 翌年所属                             |
| ---------------------------- | ---------------- | ---------------------- | ----------------------- | ------------------------------------ |
| パスカル・アッカーマン       | ドイツ           | 1994年1月17日（31歳）  | ラドネット ローズチーム |                                      |
| シェイン・アーチボルド       | ニュージーランド | 1989年2月2日（36歳）   |                         | アクア・ブルースポーツ               |
| ヤン・バールタ               | チェコ           | 1984年12月7日（40歳）  |                         | エルコフ・アーサーサイクリングチーム |
| エリック・バシュカ           | スロバキア       | 1994年1月12日（31歳）  | ティンコフ              |                                      |
| チェザーレ・ベネデッティ     | イタリア         | 1987年8月3日（37歳）   |                         |                                      |
| サム・ベネット               | アイルランド     | 1990年10月16日（34歳） |                         |                                      |
| マツィエイ・ボドナル         | ポーランド       | 1985年3月7日（40歳）   | ティンコフ              |                                      |
| エマヌエル・ブッフマン       | ドイツ           | 1992年12月18日（32歳） |                         |                                      |
| マルクス・ブルクハルト       | ドイツ           | 1983年6月30日（41歳）  | BMCレーシング           |                                      |
| シルヴィオ・ヘルクロッツ     | ドイツ           | 1994年5月6日（30歳）   |                         | ブルゴス・BH                         |
| ミカエル・コラー             | スロバキア       | 1992年12月21日（32歳） | ティンコフ              |                                      |
| パトリック・コンラート       | オーストリア     | 1991年10月13日（33歳） |                         |                                      |
| レオポルト・ケーニヒ         | チェコ           | 1987年11月15日（37歳） | チームスカイ            |                                      |
| ラファウ・マイカ             | ポーランド       | 1989年9月12日（35歳）  | ティンコフ              |                                      |
| ジェイ・マッカーシー         | オーストラリア   | 1992年9月8日（32歳）   | ティンコフ              |                                      |
| ジョセ・メンデス             | ポルトガル       | 1985年4月24日（39歳）  |                         | ブルゴス・BH                         |
| グレゴール・ミュールベルガー | オーストリア     | 1994年4月4日（30歳）   |                         |                                      |
| マッテーオ・ペルッキ         | イタリア         | 1989年1月21日（36歳）  | IAMサイクリング         |                                      |
| クリストフ・プフィングステン | ドイツ           | 1987年11月20日（37歳） |                         |                                      |
| パウェル・ポリャンスキー     | ポーランド       | 1990年5月6日（34歳）   | ティンコフ              |                                      |
| ルーカス・ペストルベルガー   | オーストリア     | 1992年1月10日（33歳）  |                         |                                      |
| ユライ・サガン               | スロバキア       | 1988年12月23日（36歳） | ティンコフ              |                                      |
| ペテル・サガン               | スロバキア       | 1990年1月26日（35歳）  | ティンコフ              |                                      |
| アレクセイ・サラモティンス   | ラトビア         | 1982年4月8日（42歳）   | IAMサイクリング         |                                      |
| アンドレアス・シリンガー     | ドイツ           | 1983年7月13日（41歳）  |                         |                                      |
| ミヒャエル・シュヴァルツマン | ドイツ           | 1991年1月7日（34歳）   |                         |                                      |
| リュディガー・ゼーリッヒ     | ドイツ           | 1989年2月19日（36歳）  |                         |                                      |

| 2016年陣容                   | 2016年陣容       | 2016年陣容             | 2016年陣容                       | 2016年陣容                       |
| 選手名                       | 国籍             | 生年月日               | 前年所属                         | 翌年所属                         |
| ---------------------------- | ---------------- | ---------------------- | -------------------------------- | -------------------------------- |
| シェイン・アーチボルド       | ニュージーランド | 1989年2月2日（36歳）   |                                  |                                  |
| ヤン・バールタ               | チェコ           | 1984年12月7日（40歳）  |                                  |                                  |
| フィル・バウハウス           | ドイツ           | 1994年7月8日（30歳）   |                                  | チーム サンウェブ・ジャイアント  |
| チェザーレ・ベネデッティ     | イタリア         | 1987年8月3日（37歳）   |                                  |                                  |
| サム・ベネット               | アイルランド     | 1990年10月16日（34歳） |                                  |                                  |
| エマヌエル・ブッフマン       | ドイツ           | 1985年3月7日（40歳）   |                                  |                                  |
| ザッカリー・デンプスター     | オーストラリア   | 1987年9月27日（37歳）  |                                  | イスラエルサイクリングアカデミー |
| シルヴィオ・ヘルクロッツ     | ドイツ           | 1994年5月6日（30歳）   | ストールティングサービスグループ |                                  |
| バルトシュ・フザルスキー     | ポーランド       | 1980年10月27日（44歳） |                                  | 引退                             |
| パトリック・コンラッド       | オーストリア     | 1991年10月13日（33歳） |                                  |                                  |
| ラルフ・マツカ               | ドイツ           | 1989年8月24日（35歳）  |                                  | 未定                             |
| ジョセ・メンデス             | ポルトガル       | 1985年4月24日（39歳）  |                                  |                                  |
| グレゴール・ミュールベルガー | オーストリア     | 1994年4月4日（30歳）   | 8/1～トレーニー                  |                                  |
| ドミニク・ネルツ             | ドイツ           | 1989年8月25日（35歳）  |                                  | 引退                             |
| クリストフ・フィングステン   | ドイツ           | 1987年11月20日（37歳） |                                  |                                  |
| ルーカス・ペストルベルガー   | オーストリア     | 1992年1月10日（33歳）  | 8/1～トレーニー                  |                                  |
| アンドレアス・シリンガー     | ドイツ           | 1983年7月13日（41歳）  |                                  |                                  |
| ミヒャエル・シュヴァルツマン | ドイツ           | 1991年1月7日（34歳）   |                                  |                                  |
| リュディガー・ゼーリッヒ     | ドイツ           | 1989年2月19日（36歳）  | チーム・カチューシャ             |                                  |
| スコット・スウェイツ         | イギリス         | 1990年2月12日（35歳）  |                                  | チーム・ディメンションデータ     |
| ポール・ヴォス               | ドイツ           | 1986年3月26日（38歳）  |                                  | 未定                             |